# Tato (Langobarde)
Tato ist ein historisch nicht belegter Herzog oder König der Langobarden, der von 490 bis 510 geherrscht haben soll.

## Familie
Tato war der Sohn des Claffo aus dem Geschlecht der Lithingi. Seine Kinder waren die Tochter Rumetruda und der Sohn Ildichis. Wacho, der ihm in der Herrschaft nachfolgte, war sein Neffe.

## Leben

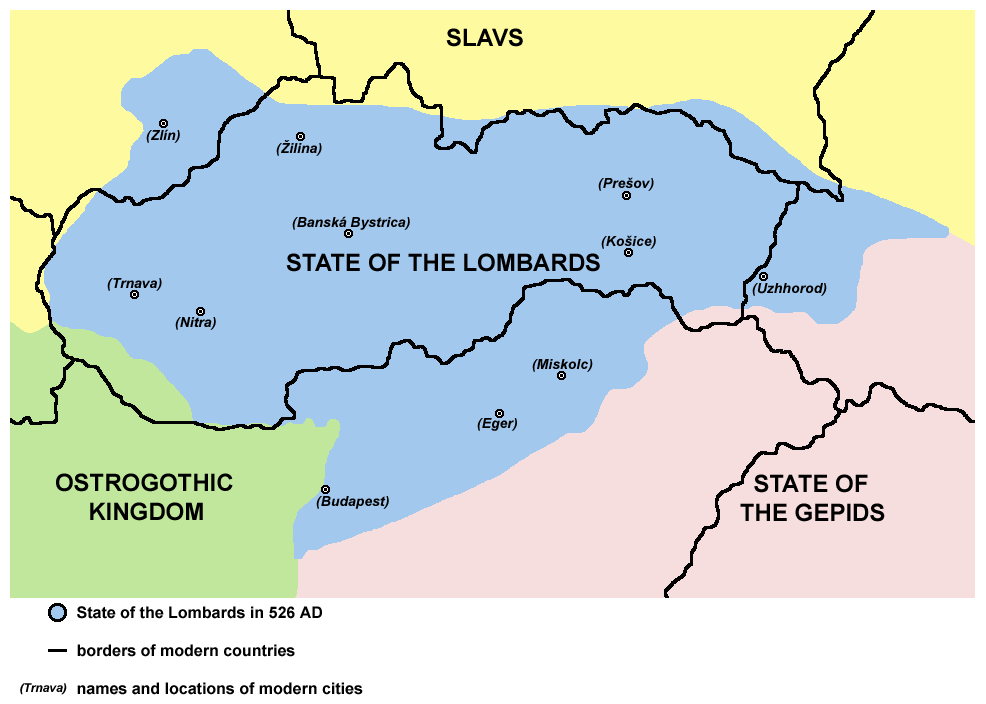
Langobardisches Siedlungsgebiet an der mittleren Donau

Über seine Kindheit und Jugend ist nichts bekannt.
Nach dem Tod seines Vaters Claffo gelangte Tato um das Jahr 490 an die Macht. Unter seiner Führung verließen die Langobarden Rugiland (Niederösterreich) und gingen drei Jahre auf Wanderschaft in das Gebiet zwischen Theiss und Donau.
Rudolf, der dux (Herzog) der Heruler, griff die Langobarden zwischen 505 und 508 an, angeblich weil Rumetruda seinen Bruder, der als Gesandter bei den Langobarden gewesen war, ermordet hatte. Nach anderer Quelle drängten die Heruler Rudolf zu einem grundlosen Krieg. Dreimal schickte Tato Gesandte zu den Herulern und bot an, den Tribut zu erhöhen, um den Frieden zu sichern. Als Rudolf in der Schlacht fiel, flohen die Heruler und gaben sogar ihre Wohnsitze auf, wodurch die Langobarden zum dominierenden Stamm an der mittleren Donau wurden.
Im Jahr 510 wurde Tato von seinem Neffen Wacho ermordet. Sein Sohn Ildichis musste zu den Gepiden fliehen und starb dort im Exil.